# Otti Berger
Otti Berger, egentligen Otilija Ester Berger, född 4 oktober 1898 i Vörösmart, död 1944 i Auschwitz, var en ungersk-jugoslavisk textilkonstnär av judiskt ursprung. Hon utbildades vid Bauhaus i Dessau 1927–1930 och var därefter 1931–1932 verksam som lärare där. Hennes senare år påverkades starkt av den nazistiska regimens anti-judiska politik.

## Biografi
Berger föddes i en judisk familj i det som då var dubbelmonarkin Österrike-Ungern. Hennes modersmål var ungerska, men hon talade också tyska flytande. Området som hon växte upp i hade rika textiltraditioner. Efter 1918, som ett resultat av det första världskriget, hamnade hennes hemort i den nybildade staten Jugoslavien.
På grund av en sjukdomsperiod i barndomen kom hon under resten av livet att lida av nedsatt hörsel. Detta sägs ha förklarat varför hon hade en förhöjd taktil känsla.
| ”                   | Hur ett tyg känns är det mest väsentliga. Ett stycke tyg skall röras vid, det skall "förstås" med fingertopparna. Skönheten hos tyget ligger huvudsakligen i hur det känns. Känslan av ett tyg i händerna kan vara en precis lika vacker upplevelse som en färg kan vara för ögat, eller ett ljud för örat. Ett överdrag till en flygel kan i sig vara musik. | „ |
| – Otti Berger, 1930 | |   |

### Utbildning
Berger fick sin första utbildning vid en högre flickskola i Wien. Därefter studerade hon 1922–1926 vid konstakademin i Zagreb. I januari 1927 kom hon till Bauhaus, där hon studerade för bland andra Gunta Stölzl, László Moholy-Nagy, Paul Klee och Vasilij Kandinskij. Våren–sommaren 1929 var hon gästelev vid Johanna Brunssons vävskola i Stockholm, där hon bland annat lärde sig ryateknik.

### Yrkesverksamhet
Efter avlagd examen vid Bauhaus 1930 blev Berger anställd vid skolan som lärare. På hösten 1932 startade hon en egen firma för textildesign i Berlin. Hon arbetade med flera väverier i Tyskland, Schweiz och Nederländerna, där man producerade tyger baserade på hennes design. Hon levererade ett zebramönstrat tyg till stolar som Alvar Aalto formgav för Artek.
Efter det nazistiska maktövertagandet 1933 kom hennes verksamhet att stöta på allt fler motgångar. I maj 1936 belades hon med yrkesförbud. 1937 flydde hon till Storbritannien och bosatte sig i London, där hon hoppades att antingen kunna fortsätta sin verksamhet eller erhålla visum till USA för att resa vidare dit. Bägge förhoppningarna var förgäves.

### De sista åren
1938 valde Berger att återvända till sitt hemland för att hjälpa sin mor som led av dålig hälsa. När hon väl fick beviljat amerikanskt visum 1941, vägrade de tyskvänliga kroatiska myndigheterna att förnya hennes pass. I maj 1944 blev hon och övriga familjmedlemmar deporterade till Auschwitz. Bara hennes bror överlevde.

## Bildgalleri

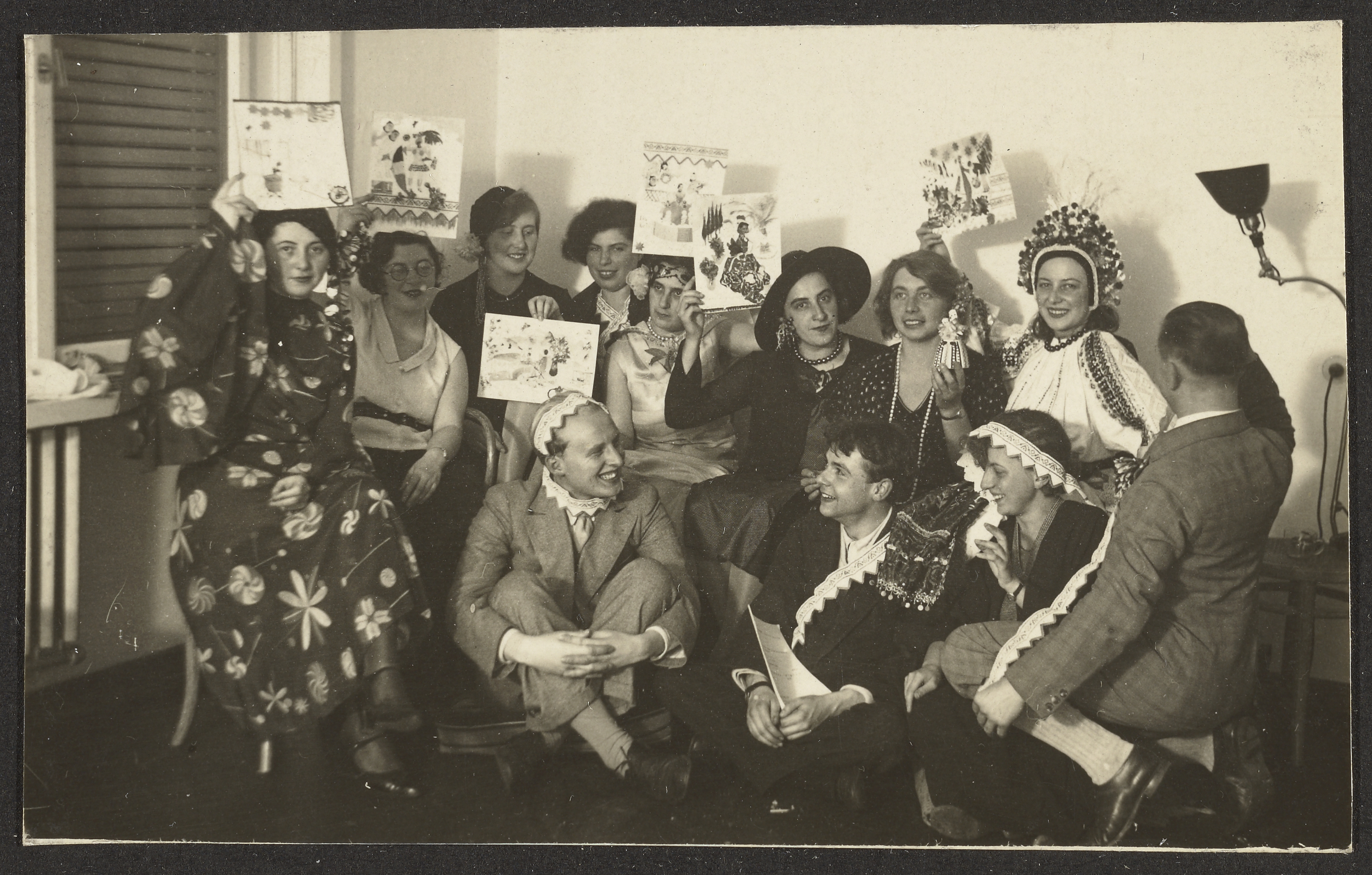
Examensfest, Bauhaus, 1930
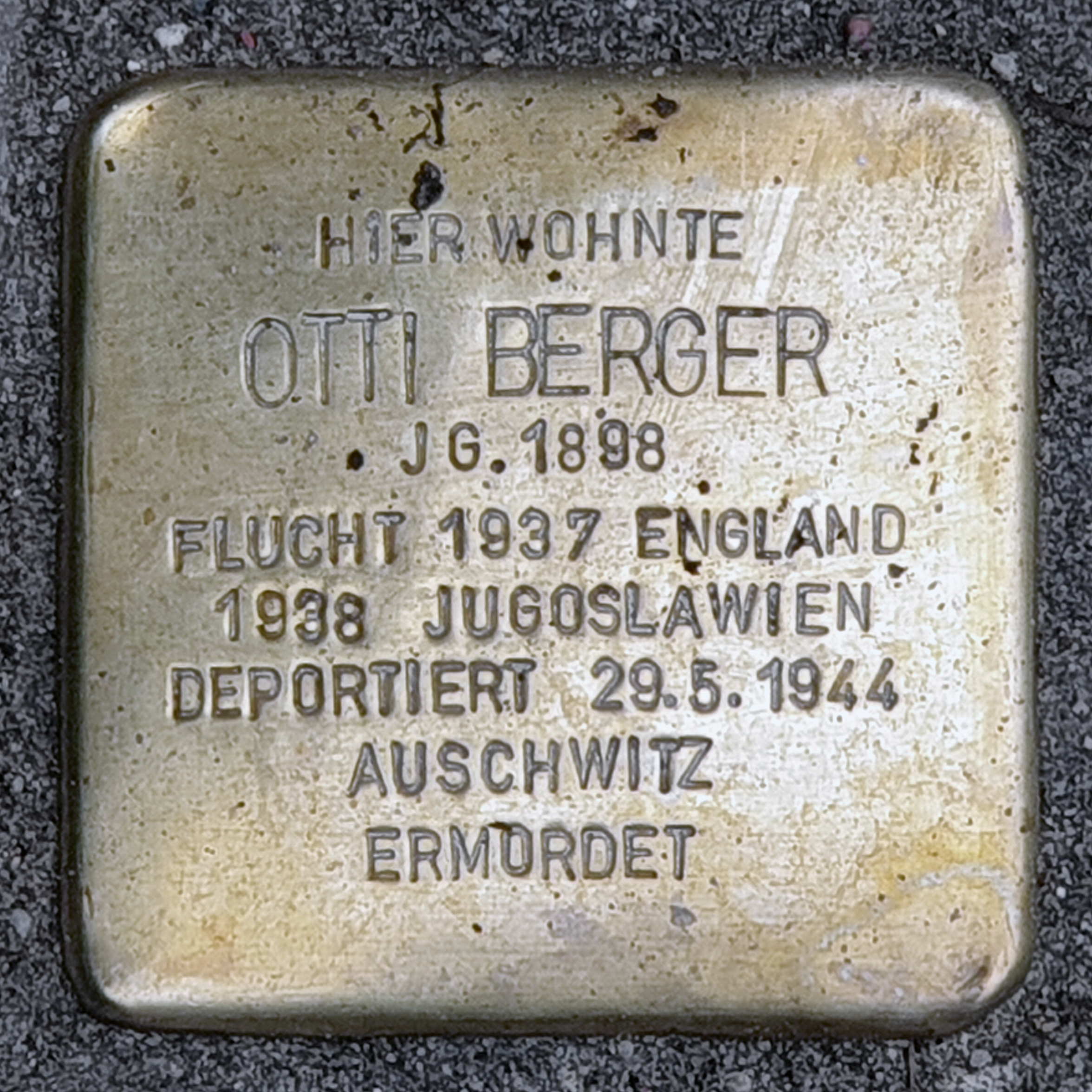
Minnessten i Berlin
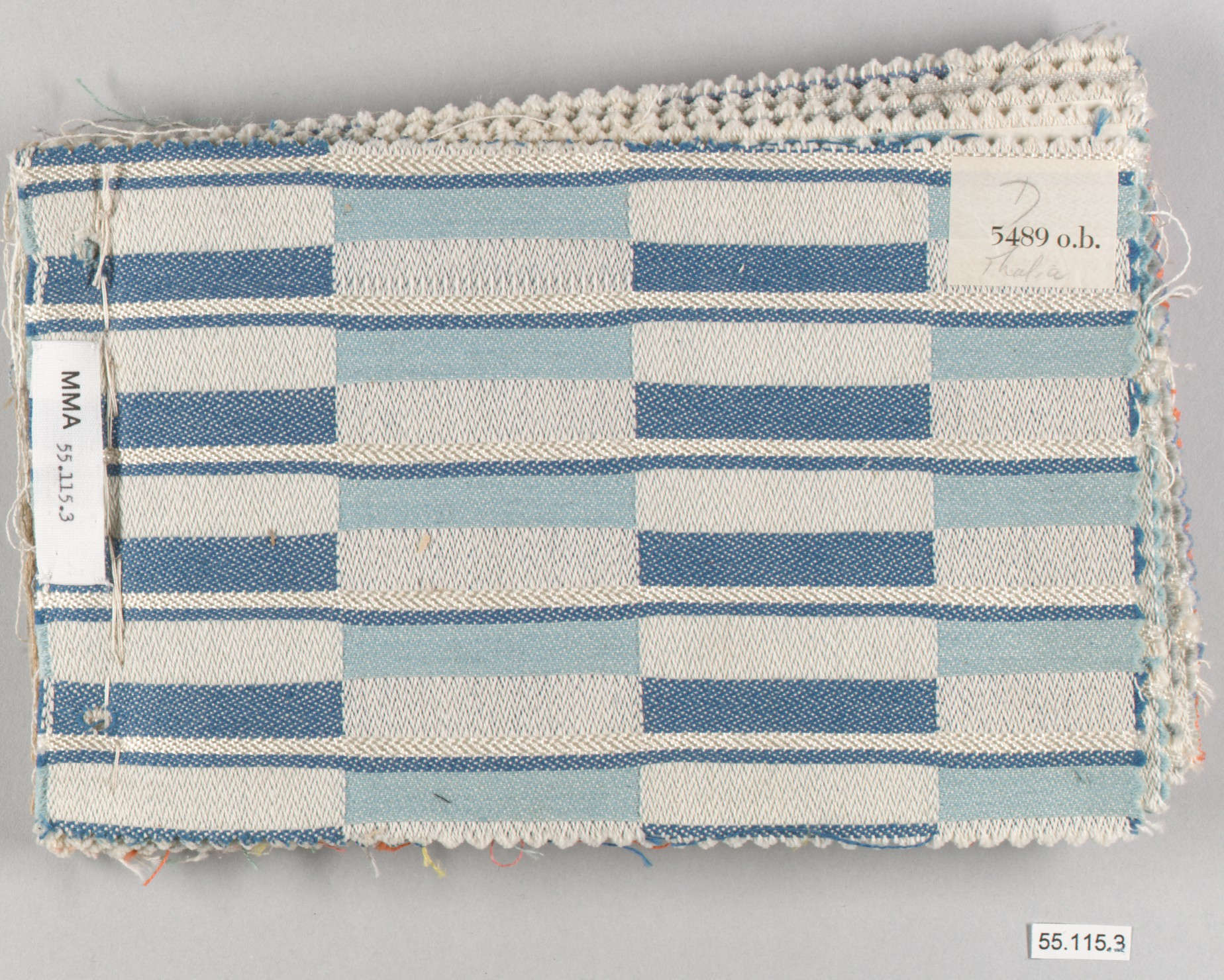
Tygprovbok, cirka 1935
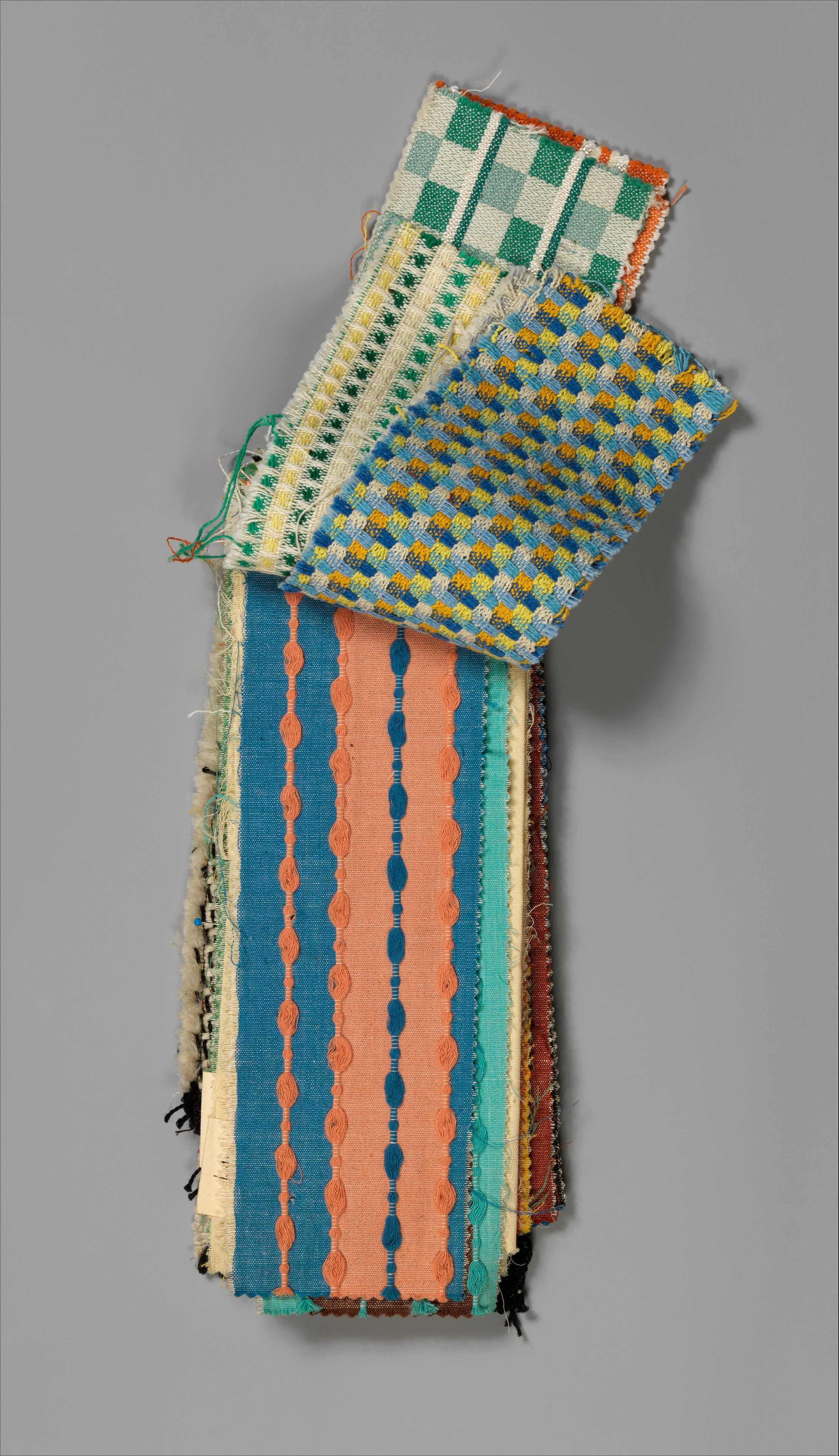
Dito